# Übersprungbewegung
Übersprungbewegung (auch: Übersprunghandlung, Übersprungverhalten; engl.: displacement activity, gelegentlich auch: substitute activity oder behaviour out of context) ist ein Fachausdruck der vor allem von Konrad Lorenz und Nikolaas Tinbergen ausgearbeiteten Instinkttheorie der klassischen vergleichenden Verhaltensforschung (Ethologie). Er bezeichnet bestimmte Verhaltensmuster, die vom Beobachter als „unerwartet“ empfunden werden, da sie innerhalb einer Verhaltensabfolge auftreten, in der sie keinem unmittelbaren Zweck zu dienen scheinen.
Der Fachausdruck wurde von Nikolaas Tinbergen und Adriaan Kortlandt in die Ethologie eingeführt. Nikolaas Tinbergen beschrieb ihn wie folgt: „Diese Bewegungen scheinen irrelevant in dem Sinne zu sein, dass sie unabhängig vom Kontext der unmittelbar vorhergehenden oder folgenden Verhaltensweisen auftreten.“ Gedeutet wurde solches, dem Beobachter „unpassend“, ohne nachvollziehbaren Bezug zur gegebenen Situation erscheinendes Verhalten als Anzeichen „eines Konfliktes zwischen zwei Instinkten“, weswegen die Fortführung des zuvor beobachtbaren Instinktverhaltens – zumindest zeitweise – nicht möglich ist und stattdessen eine Verhaltensweise gezeigt wird, die (der Instinkttheorie zufolge) aus einem völlig anderen – dritten – Funktionskreis des Verhaltensrepertoires stammt.
Spätere verhaltensbiologische Forschung deutete ursprünglich als Übersprungbewegung interpretierte Verhaltensweisen als soziale Signale und damit als keineswegs irrelevant im jeweiligen Kontext.

## Modelle zum Übersprungverhalten
Dem Konzept der Übersprungbewegungen lag die Annahme zugrunde, dass zwei einander entgegengesetzte Instinkthandlungen (zum Beispiel Angriff und Flucht) sich wechselseitig hemmen und die für beide freigesetzte „Triebenergie“ in dieser Situation auf eine dritte Verhaltensweise überspringt, so dass diese dritte Verhaltensweise ausgeführt werde – also „Bewegungen, die einem anderen Instinkt gehören als den augenblicklich aktivierten Instinkten bzw. dem augenblicklich aktivierten Instinkt.“ Klaus Immelmann erläuterte, das von den Vertretern der klassischen vergleichenden Verhaltensforschung als Übersprungverhalten klassifizierte Verhaltensmuster sei für den Beobachter „unerwartet in dem Sinne, dass es in der Situation, in der es auftritt, nicht die normale biologische Funktion erfüllt, für die es im Laufe der Stammesgeschichte entwickelt wurde.“ Mit anderen Worten: Wird der Ablauf einer Instinkthandlung durch Mängel der auslösenden Situation oder Auftreten eines Konfliktes zwischen unvereinbaren Instinkten gestört, kann die aufgestaute Triebenergie über ein in der Situation scheinbar irrelevantes, zu einem anderen Instinkt gehörendes Verhalten abreagiert werden.

### Übersprungshypothese
Die von Tinbergen um 1940 entwickelte Übersprungshypothese geht davon aus, dass immer dann, wenn die „Entladung“ einer aktionsspezifischen Erregung, also des aktivierten Instinktes, nicht möglich ist, ein anderes – aber immer gleiches – Bewegungsmuster hervorgebracht wird. Laut Tinbergens „Instinktlehre“ von 1952 zeige ein Tier dann Übersprungverhalten, „wenn bei sehr starkem Trieb ... die Außensituation nicht hinreicht, um die Endhandlung auszulösen“. Dies bedeutet in der Konsequenz, dass diesem Modell zufolge eine Verhaltensweise C einerseits (und in der Regel) von ihrer spezifischen Erregung ausgelöst wird, andererseits aber auch (gleichsam durch das Überspringen einer „Fremderregung“) durch Verhaltensweise B ausgelöst werden kann: nämlich dann, wenn Verhaltensweise B zum Beispiel aufgrund fehlender Schlüsselreize blockiert ist und daher ein „Erregungsstau“ auftritt.

### Enthemmungshypothese
Im Unterschied zur Übersprungshypothese wird die Übersprungbewegung nach van Iersel & Bol (1958) laut Enthemmungshypothese durch eine eigene Energie aktiviert. Die Enthemmungshypothese basiert auf der Annahme, dass ein bestimmter Instinkt auf andere Instinkte eine hemmende Wirkung ausüben kann: Wenn eine bestimmte Instinktbewegung gerade ausgeführt werde, unterbinde sie alle anderen Instinktbewegungen, um ein ständiges Hin- und Herspringen zwischen verschiedenen Verhaltensweisen zu vermeiden. Die weitergehende und für das „Funktionieren“ der Enthemmungshypothese entscheidende Annahme besagt, dass sich bestimmte Instinkte wechselseitig hemmen können. Ist deren Stärke ungefähr gleich groß, so bedeute dies, dass sie sich gegenseitig vollständig blockieren: Weder die eine noch die andere Instinktbewegung könne dann auftreten. Eine solche gegenseitige Hemmung zweier Antriebe habe zur Folge, dass eine gegenüber einem dritten Instinkt zuvor bestehende Hemmung aufgehoben werde. Die diesem dritten Instinkt zugeordneten Verhaltensmuster können dann aufgrund der Enthemmung in Erscheinung treten und werden als Übersprungbewegungen interpretiert.
Allgemeiner formuliert (nach Bernhard Hassenstein): Antrieb A und B hemmen einander; Verhaltensweise B hemmt – wenn sie auftritt – zusätzlich auch den Antrieb für Verhaltensweise C; da Verhaltensweise B aber nicht auftreten kann, solange sie von A blockiert wird, tritt Verhaltensweise C auf und kann vom Beobachter als Übersprungbewegung klassifiziert werden. Hassenstein wies allerdings 1983 die Enthemmungshypothese als untauglich zurück.

## Beispiele
Das wohl am häufigsten angeführte Beispiel für Übersprungbewegungen bezieht sich auf Beobachtungen an annähernd gleich starken Hähnen, die miteinander ihre „Hackordnung“ auskämpfen: Plötzlich pickt einer der beiden auf dem Boden umher, als nehme er Futter auf, und häufig folgt der andere umgehend dem Vorbild des Rivalen. Gedeutet wird diese Situation im Rahmen der Instinkttheorie als Ausdruck einer gleich starken Kampf- und Flucht-Motivation (Handlungen A und B), was als Übersprungbewegung „Futterpicken“ (Handlung C) hervorrufe. Nach einem solchen „Zwischenspiel“ werde der Kampf in der Regel fortgesetzt.
Von Lachmöwenmännchen berichtet Nikolaas Tinbergen, dass sie – vergleichbar den Hähnen – einen Kampf gelegentlich gleichzeitig unterbrechen und die Bewegungsweise des Grasabrupfens zeigen, ohne dabei aber Gras abzurupfen. Grasabrupfen ist – Tinbergen zufolge – eine Bewegungsweise, die dem Funktionskreis des Nestbauens zuzuordnen sei; wenn sie aber im Zusammenhang mit einem Kampf auftrete, sei sie ohne jede Funktion („irrelevant“) und somit eine Übersprungbewegung.
Ein weiteres von Tinbergen in einem Übersichtsartikel dargestelltes und seitdem vielfach zitiertes Beispiel stammt aus dem Fortpflanzungszyklus der Dreistachligen Stichlinge: Wenn das Weibchen Eier abgelegt hat, fächelt das Männchen am Nest häufig und intensiv mit seinen Flossen. Als Schlüsselreiz für diese Instinktbewegung gelten die im Nest befindlichen Eier. Tritt dieses Fächeln bereits während der Werbung um ein Weibchen oder während des Nestbaus auf – wenn also noch keine Eier vorhanden sind –, so wird es von Tinbergen als Übersprungverhalten eingeordnet.
Seeschwalben führen Putzbewegungen durch, wenn sie im Konflikt zwischen Brutpflege und Flucht oder Flucht und Angriff sind.
Honigbienen putzen sich am Futterplatz, wenn sie im Konflikt zwischen Bleiben oder Aufsuchen eines neuen Futterplatzes sind.
Austernfischer vor einem Spiegel führen Schlafbewegungen im Konflikt zwischen Angriff und Flucht aus.
Häufig erwähnt wird schließlich auch das Verhalten des Menschen, der sich zum Beispiel gelegentlich im Auto verlegen am Kopf kratzt, wenn er nicht weiß, ob er nach der Ampel rechts oder links abbiegen soll. Zu derartigen Verhaltensweisen, die in ähnlicher Form auch bei Schimpansen beobachtet wurden, schrieb Nikolaas Tinbergen: „Das Sich-hinterm-Ohr-Kratzen beim Menschen, was besonders dann auftritt, wenn man daran behindert wird, einer Situation bzw. einem Problem auszuweichen, dürfte stammesgeschichtlich auch Übersprunghaarpflege sein.“

## Kritik
Beide Modelle, anhand derer die mutmaßlichen inneren Ursachen der als Übersprungbewegungen gedeuteten Verhaltensweisen formal beschrieben werden können, sind Fortentwicklungen der älteren „psychohydraulischen“ Verhaltensmodelle hin zu moderneren, an elektrischen Schaltkreisen orientierten Modellen. Sie gehen von zwei Voraussetzungen aus: „1. Jede Bewegung kann einem Verhaltenssystem zugeordnet werden. 2. Man kann in jeder Situation feststellen, welche Verhaltenssysteme aktiviert sind und welche nicht.“ Ein weiterer grundlegender Gedanke dieser Modelle ist, dass tierisches Verhalten nicht rein reaktiv ist, wie es in den 1930er-Jahren von den Behavioristen angenommen wurde (und auch keine bloße Abfolge von Reflexen), sondern dass die Spontaneität des Verhaltens betont wird: Man ging davon aus, dass es spontan aktive Nervenzellen im Gehirn gebe, die Erregung produzieren und so ein Tier veranlassen, ein bestimmtes Verhalten zu zeigen.
Bedenken gegen diese Deutung beobachtbaren Verhaltens hatte bereits Gerard Baerends geäußert, als er 1956 im Handbuch der Zoologie darauf hinwies, dass die von den Ethologen als Übersprungbewegung interpretierten Verhaltensweisen zumindest „sekundär Signalbedeutung erlangen“ könnten und zugleich bedauert: „Von der Physiologie der Übersprungbewegungen ist jedoch leider nichts weiteres bekannt.“ Da auch später keine Hirnregionen identifiziert werden konnten, die mit dem Übersprungverhalten in Verbindung zu bringen waren, griff Peter Sevenster 1974 in Grzimeks Tierleben Baerends Hinweis auf und betonte, dass „wir selten (wenn überhaupt jemals) den Anpassungswert oder sogar die Stammesgeschichte der betreffenden Bewegung durchschauen.“
Zwei Jahrzehnte später wurden die evolutionsbiologischen Vorbehalte gegen das Konzept der Übersprungbewegungen durch die damalige Bonner Verhaltensbiologin Hanna-Maria Zippelius mit wissenschaftstheoretischen Argumenten vertieft; Zippelius' Kritik lautete: „Keine der beiden Hypothesen, die das Auftreten einer Übersprungbewegung 'erklären' sollen, bietet die Möglichkeit einer empirischen Überprüfung,“ da kein Verfahren zur Verfügung stehe, um die postulierten Veränderungen von inneren Antrieben fortlaufend zu messen. Nur unter der Voraussetzung, dass die Stärke zweier Antriebe gleichzeitig gemessen werden könne, sei aber „eine Aussage möglich, dass die Antriebe zu dem Zeitpunkt, zu dem die Übersprungbewegung beobachtbar ist, gleich stark sind.“ Zugleich kritisierte sie die „anmaßende Behauptung“, ein Verhaltensforscher könne allein anhand von Tierbeobachtungen – ohne Kenntnis der Stammesgeschichte des Verhaltens der betreffenden Tierart – entscheiden, ob ein Verhaltensmuster in einer bestimmten Situation „irrelevant“, also nicht zweckdienlich, eine bloße Unterbrechung der „eigentlichen“ Handlung sei: „Damit sind diese Hypothesen nicht mehr als phantasievolle Überlegungen Einzelner, die unter Anwendung des Lorenzschen Triebkonzeptes eine 'Erklärung' des in Rede stehenden Phänomens nur vortäuschen.“ Zippelius verwies in diesem Zusammenhang u. a. auch auf Konrad Lorenz, der in seinem Spätwerk eingeräumt hatte, es sei „geradezu schwer, Beispiele von Übersprungbewegungen zu finden, die nicht Signalwirkungen entfalten.“ Wenn aber die sogenannten Übersprungbewegungen durchweg soziale Signale sind, dann haben sie durchaus eine Funktion in dem Kontext, in dem sie beobachtet werden: „Unerwartet sind sie dann nur noch für den Beobachter, der sie nicht versteht, d. h. sie nicht interpretieren kann.“
Das oben erwähnte Beispiel der kämpfenden Hähne (von denen einer plötzlich auf dem Boden umher pickt, als würde er Futter aufnehmen), kann beispielsweise auch als soziales Signal gedeutet werden, das dem Rivalen möglicherweise anzeigt, dass sich der pickende Hahn so überlegen fühlt, dass er selbst in dieser prekären Situation noch Futter aufnehmen kann.
Wolfgang Wickler, ein Schüler von Konrad Lorenz, bewertete schon 1990 das Konzept der Übersprungbewegung als überholt: „Die aktionsspezifische Energie erwies sich als modernes Phlogiston und das psychohydraulische Modell trotz raffinierter Veränderungen als untauglich, die Bereitschafts- und Zustandsänderungen im Tier adäquat abzubilden.“

## Belege
1. 1 2  Peter Sevenster: Die Übersprungbewegung. In: Grzimeks Tierleben, Ergänzungsband Verhaltensforschung. Kinder Verlag, Zürich 1974, S. 225.
2. ↑  Juan D. Delius: Displacement Activities and Arousal. In: Nature. Band 214, 1967, S. 1259–1260, doi:10.1038/2141259a0.
3. 1 2  Nikolaas Tinbergen: Derived activities: their causation, biological significance, origin and emanzipation during evolution. In: The Quarterly Review of Biology. Band 27, 1952, S. 25.
4. 1 2  Gerard Baerends: Aufbau des tierischen Verhaltens. In: Handbuch der Zoologie. Band 8: Mammalia. 10. Teil, 1. Hälfte, 1956, S. 18.
5. ↑   Klaus Immelmann: Einführung in die Verhaltensforschung. Berlin: ³Parey 1983, S. 53.
6. ↑  I. Lindner in: Lexikon der Psychologie. Band 3, S. 2383, ISBN 978-3-451-17942-6.
7. ↑  Nikolaas Tinbergen: Instinktlehre. Parey, Berlin 1952, S. 108.
8. 1 2  J. J. A. van Iersel, A. C. Angela Bol: Preening of two tern species. A study on displacement activities. In: Behaviour. Band 13, 1958, S. 1–88, Zusammenfassung.
 Peter Sevenster: A causal analysis of a displacement activity (fanning in Gasterosteus aculeatus). In: Behaviour. Supplement 9, 1961, S. 1–170.
9. ↑  Bernhard Hassenstein: Instinkt, Lernen, Spielen, Einsicht. Einführung in die Verhaltensbiologie. Piper, München 1980.
10. ↑  Bernhard Hassenstein: Funktionsschaltbilder als Hilfsmittel zur Darstellung theoretischer Konzepte in der Verhaltensbiologie. In:  Zoologische Jahrbücher Physiologie. Band 87, 1983, S. 181–187.
11. 1 2  Peter Sevenster: Die Übersprungbewegung. In: Grzimeks Tierleben, Ergänzungsband Verhaltensforschung. Kinder Verlag, Zürich 1974, S. 224.
12. ↑  Nikolaas Tinbergen: Die Übersprungbewegung. In: Zeitschrift für Tierpsychologie. Band 4, 1940, S. 1–40, Volltext (PDF).
13. ↑  Walter Flumm: Zur Wiederholung von Übersprung-Fühlerputzbewegungen der Honigbiene beim Sammeln verschieden konzentrierter Zuckerlösungen. In: Insectes Sociaux. Band 32, 1985, S. 435–444, doi:10.1007/BF02224020.
14. ↑  psychologie.uni-wuerzburg.de (PDF; 1,0 MB) (Memento vom 21. Oktober 2012 im Internet Archive), eingesehen am 29. Juli 2013: Josua Haderer: Allgemeine Psychologie I, S. 5: Elementare Strukturen des Verhaltens.
15. ↑  Nikolaas Tinbergen, Die Übersprungbewegung, S. 7.
16. ↑  Gerard Baerends beschrieb diese hypothetischen, verhaltensauslösenden Nervenzellen vorsichtig als „intrazentrale Mechanismen, die auch ohne extrazentrale Informationen Bewegungen koordinieren.“ In: Gerard Baerends: Aufbau des tierischen Verhaltens, S. 6.
17. ↑  Peter Sevenster: Die Übersprungbewegung. In: Grzimeks Tierleben, Ergänzungsband Verhaltensforschung. Kinder Verlag, Zürich 1974, S. 226.
18. 1 2 3  Hanna-Maria Zippelius: Die vermessene Theorie. Eine kritische Auseinandersetzung mit der Instinkttheorie von Konrad Lorenz und verhaltenskundlicher Forschungspraxis. Braunschweig: Vieweg 1992, S. 260, ISBN 978-3-528-06458-7.
19. ↑   Konrad Lorenz: Vergleichende Verhaltensforschung. Grundlagen der Ethologie. Springer Verlag, Wien und New York 1978, S. 202 f.
20. ↑   Hanna-Maria Zippelius, Die vermessene Theorie, S. 261.
21. ↑  Wolfgang Wickler: Von der Ethologie zur Soziobiologie. In: Jost Herbig, Rainer Hohlfeld (Hrsg.): Die zweite Schöpfung. Geist und Ungeist in der Biologie des 20. Jahrhunderts. Hanser Verlag, München 1990, S. 176.